# Adrien Deghelt
Adrien Deghelt (Erpent, 10 mei 1985) is een Belgische gewezen atleet, gespecialiseerd in het hordelopen. Hij veroverde op zijn specialiteit negen Belgische titels.

## Loopbaan
Op 4 maart 2011 legde Deghelt, enigszins verrassend, beslag op het brons op de Europese indoorkampioenschappen te Parijs. In 2012 nam hij deel aan de Olympische Spelen in Londen. Via 13,52 s in de series plaatste hij zich voor de halve finale. Daarin werd hij uitgeschakeld, ondanks een snellere tijd van 13,42.
Deghelt werd getraind door Jonathan N'Senga en, sedert december 2012, door Jacques Borlée.
In 2015 besloot Deghelt te stoppen met atletiek.

## Belgische kampioenschappen
Outdoor
| Onderdeel    | Jaar                         |
| ------------ | ---------------------------- |
| 110 m horden | 2007, 2008, 2009, 2012, 2013 |

Indoor
| Onderdeel   | Jaar                   |
| ----------- | ---------------------- |
| 60 m horden | 2007, 2008, 2010, 2011 |

## Persoonlijke records
Outdoor
| Onderdeel    | Prestatie | Datum           | Plaats   |
| ------------ | --------- | --------------- | -------- |
| 110 m horden | 13,42 s   | 8 augustus 2012 | Londen   |
| 200 m        | 21,17 s   | 25 mei 2008     | Oordegem |

Indoor
| Onderdeel   | Prestatie | Datum        | Plaats |
| ----------- | --------- | ------------ | ------ |
| 60 m horden | 7,57 s    | 4 maart 2011 | Parijs |

## Palmares

### 60 m
- 2007:  BK indoor - 6,81 s

### 60 m horden
- 2006:  BK indoor - 7,79 s
- 2007:  BK indoor - 7,73 s
- 2008:  BK indoor - 7,78 s
- 2008: 4e in ½ fin. WK indoor - 7,69 s
- 2010:  BK indoor - 7,68 s
- 2010: 5e in ½ fin. WK indoor - 7,83 s (7,77 s in serie)
- 2011:  BK AC indoor - 7,64 s
- 2011:  EK indoor - 7,57 s

### 110 m horden
- 2007:  BK AC - 13,71 s
- 2007: 7e in ½ fin. WK - 13,70 s (13,61 s in serie)
- 2008:  BK AC - 13,79 s
- 2009:  BK AC - 13,70 s
- 2009: 6e in serie WK - 13,78 s
- 2012:  BK AC - 13,64 s
- 2012: 5e in serie EK - 13,66 s
- 2012: 4e in ½ fin. OS - 13,42 s
- 2013:  BK AC - 13,55 s
- 2014: 30e EK - 14,33 s
- 2015:  BK AC - 14,04 s